# Alex Silva Quiroga
Alex Silva Quiroga (Montevideo, 15 de junio de 1993) es un futbolista uruguayo qu juega como lateral derecho en el Boston River de la Primera División de Uruguay.

## Trayectoria

### Progreso
Se formó futbolísticamente en las divisiones inferiores de Club Atlético Progreso, y debutó en 2011, en Progreso estuvo desde 2011 hasta 2014 donde fue fichado por el Montevideo Wanderers Fútbol Club.

### Wanderers
Llegó a Wanderers en el año 2014, club donde disputó la Copa Libertadores incluso marcando gol en ella contra Palestino y disputó los Campeonatos Uruguayos de 2014/15 y 2015/16, Alex es uno de los mejores laterales derechos del fútbol uruguayo, siendo perseguido por grandes como Peñarol y Nacional aparte del interés de Europa de clubes como Torino e Inter de Milán.

### Peñarol
El 23 de julio se convierte oficialmente en jugador de Peñarol tras firmar contrato por 2 años y medio. El 10 de diciembre de 2017 se consagra Campeón Uruguayo por primera vez en su carrera.

## Clubes

### Estadísticas
| Club          | País      | Año           | Part. | Goles | Asist. | Prom. G+A |
| ------------- | --------- | ------------- | ----- | ----- | ------ | --------- |
| Progreso      | Uruguay   | 2010-2014     | 44    | 1     | 0      | 0.02      |
| Wanderers     | Uruguay   | 2014-2016     | 61    | 3     | 5      | 0.13      |
| Peñarol       | Uruguay   | 2016-2018     | 25    | 0     | 3      | 0.12      |
| Progreso      | Uruguay   | 2018          | 15    | 2     | 0      | 0.13      |
| San Martín    | Argentina | 2018-2019     | 5     | 0     | 0      | 0         |
| Racing        | Uruguay   | 2019          | 12    | 0     | 0      | 0         |
| Progreso      | Uruguay   | 2020-2021     | 29    | 1     | 2      | 0.1       |
| Maldonado     | Uruguay   | 2022          | 24    | 1     | 1      | 0.08      |
| Progreso      | Uruguay   | 2023-Presente | 27    | 9     | 6      | 0.56      |
| Total carrera |           | 2010-2024     | 242   | 17    | 17     | 0.14      |

- Actualizado al último partido disputado el 28 de abril de 2024.

## Palmarés

### Títulos nacionales
| Título              | Club    | País    | Año  |
| ------------------- | ------- | ------- | ---- |
| Torneo Clausura     | Peñarol | Uruguay | 2017 |
| Campeonato Uruguayo | Peñarol | Uruguay | 2017 |